# Cruddasia
Genre
Cruddasia est un genre de plantes à fleurs dicotylédones de la famille des Fabaceae, sous-famille des Faboideae, originaire d'Asie du Sud-Est, qui comprend deux espèces acceptées.

## Liste d'espèces
Selon The Plant List (12 novembre 2018) :
- Cruddasia craibii Niyomdham
- Cruddasia insignis Prain